# Raymond Robinson
Raymond Leonard "Ray" Robinson, född 3 september 1929 i Johannesburg, död 4 januari 2018 i Somerset West, var en sydafrikansk tävlingscyklist.
Robinson blev olympisk silvermedaljör i tandem vid sommarspelen 1952 i Helsingfors.